# 二式步槍
1940年日本決定借鑒德國傘兵部隊，以組建自己的傘兵部隊（挺身落下傘部隊），為此需要發展傘兵用槍。傘兵用槍要求槍枝的長度較短以便傘兵進出機門。日本人曾用過三八式卡賓槍，但效果不佳，故決定由九九式步槍去發展傘兵用槍，此為二式步槍，幾乎等同是一枝九九式短步槍，只是槍身可在跳傘時一分為二，到地面時二合為一，兩段槍身以一個突出部和一個橫鎖去固定，拉出橫鎖就是分開，反之拉入就是結合，前段槍身包括整條槍管而後段是整個槍機和閉鎖系統，二式步槍的首次實戰是1942年2月對印尼巨港的空降作戰，二式步槍只在名古屋兵工廠生產，估計有22,000枝出廠。

## 使用國家
- 大日本帝国